# Astacoides madagascariensis
Astacoides madagascariensis là một loài giáp xác trong họ Parastacidae. Chúng là loài đặc hữu của Madagascar.